# AVRO's Sterrenjacht
AVRO's Sterrenjacht was een talentenjachtprogramma dat eind 2004 door de AVRO op tv werd uitgezonden. Het programma, waarin op zoek werd gegaan naar het nieuwe multi-talent op het gebied van zang en dans in Nederland, werd gewonnen door Renée van Wegberg.

## Opzet programma
Net als bij een Op zoek naar ...-programma bestond de hoofdprijs onder meer uit het spelen van een hoofdrol (of in elk geval belangrijke rol) in een musical van Joop van den Ende Theaterproducties. Maar anders dan bij de Op zoek naar...-programma's stond aan het begin van het programma niet vast welke rol de winnaar of winnares zou mogen gaan spelen.
Het programma bestond uit negen afleveringen, waarvan de eerste op 5 november 2004 werd uitgezonden en de laatste, de finale, op 30 december 2004. In de eerste zes afleveringen kregen ongeveer 150 kandidaten de kans zich aan de 5-koppige jury voor te stellen. Na iedere aflevering selecteerde de jury een aantal kandidaten die door waren naar de kwartfinale. Na de kwartfinale selecteerde de jury de zes beste kandidaten die mochten optreden in de halve finale. De jury koos na de halve finale twee kandidaten die doorgingen naar de finale, het tv-kijkend publiek koos via televoting de derde kandidaat.
Het programma werd gepresenteerd door Winston Gerschtanowitz en geproduceerd door Endemol.

## Jury
De jury werd gevormd door:
- Stanley Burleson - voorzitter
- Mathilde Santing - lid
- Tjeerd Oosterhuis - lid
- Jimmy Hutchinson - deskundige zang
- Lucia Marthas - deskundige dans

Naast het beoordelen van de optredens verzorgde de jury ook de repertoirekeuze en begeleidde zij de kandidaten bij de voorbereiding ervan.

## Verloop programma

### Aflevering 1 t/m 6
In elke aflevering waren beelden te zien van de kandidaten die in twee auditieronden moesten laten zien of ze goed genoeg waren voor een plaats in de kwartfinale. In de eerste ronde zijn er ongeveer 25 kandidaten met een zelf gekozen nummer, hiervan gingen er 10 door naar de tweede ronde met een door de jury gekozen nummer. In beide rondes werden individuele zangnummers, waarbij de kandidaten werden begeleid door een pianist, afgewisseld door dansnummers in groepsverband. Alhoewel als eis is gesteld dat de kandidaten óf ervaring moesten hebben opgedaan in het entertainmentvak óf aan een relevante opleiding moesten studeren, was het niveau van de kandidaten sterk uiteenlopend. Hierdoor varieerde het aantal kandidaten dat per aflevering door is tussen de twee en zes, zie hieronder de gegevens van de 23 kandidaten die door waren naar de kwartfinale.
| Aflevering 1 - 5 november 2004  | Aflevering 1 - 5 november 2004 | Aflevering 1 - 5 november 2004 | Aflevering 1 - 5 november 2004             | Aflevering 1 - 5 november 2004                |
| Kandidaat                       | Leeftijd                       | Woonplaats                     | Opleiding                                  | Ervaring                                      |
| ------------------------------- | ------------------------------ | ------------------------------ | ------------------------------------------ | --------------------------------------------- |
| Liselotte van der Zwaal         | 17                             | Bentveld                       | -                                          | Annie                                         |
| Martin Stritzko                 | 26                             | Amsterdam                      | Fontys Muziektheater                       | Hamelen                                       |
| Dennis ten Vergert              | 24                             | Rotterdam                      | Codarts Muziektheater                      | Nationaal Songfestival                        |
| Renée van Wegberg               | 20                             | Rotterdam                      | Codarts Muziektheater                      | Soundmixshow                                  |
| Noortje Fassaert                | 21                             | Amsterdam                      | Dansacademie Lucia Marthas                 | -                                             |
| Gerben Grimmius                 | 22                             | Tilburg                        | Fontys Muziektheater                       | Doornroosje                                   |
| Aflevering 2 - 12 november 2004 |                                |                                |                                            |                                               |
| Kandidaat                       | Leeftijd                       | Woonplaats                     | Opleiding                                  | Ervaring                                      |
| Sasha Rosen                     | 26                             | Purmerend                      | Guildhall London                           | Jeans, Dolfje Weerwolfje                      |
| Stefan de Kogel                 | 16                             | Houten                         | -                                          | Alleen op de Wereld - de Musical              |
| Aflevering 3 - 19 november 2004 |                                |                                |                                            |                                               |
| Kandidaat                       | Leeftijd                       | Woonplaats                     | Opleiding                                  | Ervaring                                      |
| Ilse La Monaca                  | 25                             | Wenen                          | Buitenlandse zang/dansopleidingen          | Fame, das Musical (Oostenrijk en Zwitserland) |
| Bennie Hölzken                  | 20                             | Den Bosch                      | Fontys Muziektheater                       | Musicalmania - Musicalgala                    |
| Marcel Veenendaal               | 22                             | Ede                            | -                                          | Producties Musicaltheater Roekeloos           |
| Michelle Splietelhof            | 22                             | Leiden                         | Show/musical opleiding                     | Vincent (Ned. Musical Ensemble)               |
| Aflevering 4 - 26 november 2004 |                                |                                |                                            |                                               |
| Kandidaat                       | Leeftijd                       | Woonplaats                     | Opleiding                                  | Ervaring                                      |
| John Vooijs                     | 25                             | Leiden                         | HBO Theatermaker                           | Vincent (Ned. Musical Ensemble)               |
| Silvia Robbemont                | 25                             | 's-Gravendeel                  | Fontys Muziektheater                       | Hamelen                                       |
| Aflevering 5 - 3 december 2004  |                                |                                |                                            |                                               |
| Kandidaat                       | Leeftijd                       | Woonplaats                     | Opleiding                                  | Ervaring                                      |
| Edit Bartos                     | 27                             | Eindhoven                      | Fontys Muziektheater                       | -                                             |
| Jorge Verkroost                 | 26                             | Oosthuizen                     | Inholland Muziektheater                    | Les Misérables                                |
| Tessa Bons                      | 26                             | Rotterdam                      | Codarts Muziektheater                      | Eternity                                      |
| Cindy Belliot                   | 22                             | Rotterdam                      | Dansacademie Lucia Marthas                 | The Lion King                                 |
| Aflevering 6 - 10 december 2004 |                                |                                |                                            |                                               |
| Kandidaat                       | Leeftijd                       | Woonplaats                     | Opleiding                                  | Ervaring                                      |
| Arnan Samson                    | 27                             | Amsterdam                      | Frank Sanders Academie voor musicaltheater | Dinnershows                                   |
| Bertine Verbeek                 | 23                             | Koedijk                        | Inholland Muziektheater                    | -                                             |
| Ingrid Zeegers                  | 26                             | Best                           | Fontys Muziektheater                       | My Fair Lady                                  |
| Karin Jansen                    | 21                             | Rotterdam                      | Codarts Muziektheater                      | Nationaal Songfestival                        |
| Pierre Alexandre                | 27                             | Amsterdam                      | -                                          | Opera Meets Musical                           |

### Kwartfinale
De kwartfinale vond plaats op 17 december 2004. In deze aflevering was te zien dat de kandidaten, in zes groepen verdeeld, een medley moesten zingen van nummers uit een bepaald genre. Uiteindelijk koos de jury de volgende zes kandidaten, die in de halve finale gingen strijden om een finaleplaats:
- Cindy Belliot
- Noortje Fassaert
- Bennie Hölzken
- Marcel Veenendaal
- Dennis ten Vergert
- Renée van Wegberg

### Halve Finale
De halve finale werd op Kerstavond 2004 werd uitgezonden. In deze aflevering moest elk van de kandidaten zowel een ballad als up-tempo nummer zingen. Na afloop koos de jury Noortje Fassaert en Renée van Wegberg als de eerste twee finalisten.

### Finale
Op 30 december 2004 vond de finale plaats. Door het publiek was Marcel Veenendaal met 52% van de stemmen als derde finalist gekozen. Elk van de kandidaten moest twee solo-nummers zingen en twee duetten. Daarnaast traden Pia Douwes, Chantal Janzen en René van Kooten op. De jury beoordeelde de optredens wel, maar had geen stem meer in de einduitslag, die keuze was geheel aan het publiek. Uiteindelijk bleek Renée van Wegberg winnares met 43% van de stemmen, Marcel Veenendaal kreeg 37% van de stemmen en de derde plek was voor Noortje Fassaert met 20% van de stemmen.
De prijs die Van Wegberg in ontvangst mocht nemen bestond uit:
- een nader te bepalen (hoofd)rol in een productie van Joop van den Ende Theaterproducties, alsmede een jaarcontract bij deze producent;
- een studiereis naar New York;
- samen met de twee medefinalisten het volgen van diverse workshops onder andere bij Stanley Burleson.

## Verzilvering Hoofdprijs
Tijdens AVRO's Sterrenjacht was Van Wegberg tweedejaarsstudent aan de Rotterdamse Muziektheateropleiding Codarts. Besloten is dat Van Wegberg eerst haar opleiding zou afmaken voordat zij haar prijs zou gaan verzilveren. Dat laatste is gebeurd met de hoofdrol van Vertelster in de musical Joseph and the Amazing Technicolor Dreamcoat, die in december 2008 in première is gegaan.